# إيمازابيك
إيمازبيك مادة كيميائية تستخدم كمبيد للأعشاب. يتحكم في العديد من الحشائش ذات الأوراق العريضة ويتحكم أو يقمع بعض الأعشاب في المراعي أنواع معينة من العشب. يبلغ عمر النصف حوالي 120 يومًا في التربة. يعتبر إيمازبيك خطراً بيئياً لما له من آثار ضارة على الحياة المائية.